# Stanisław Mańkowski (inżynier)

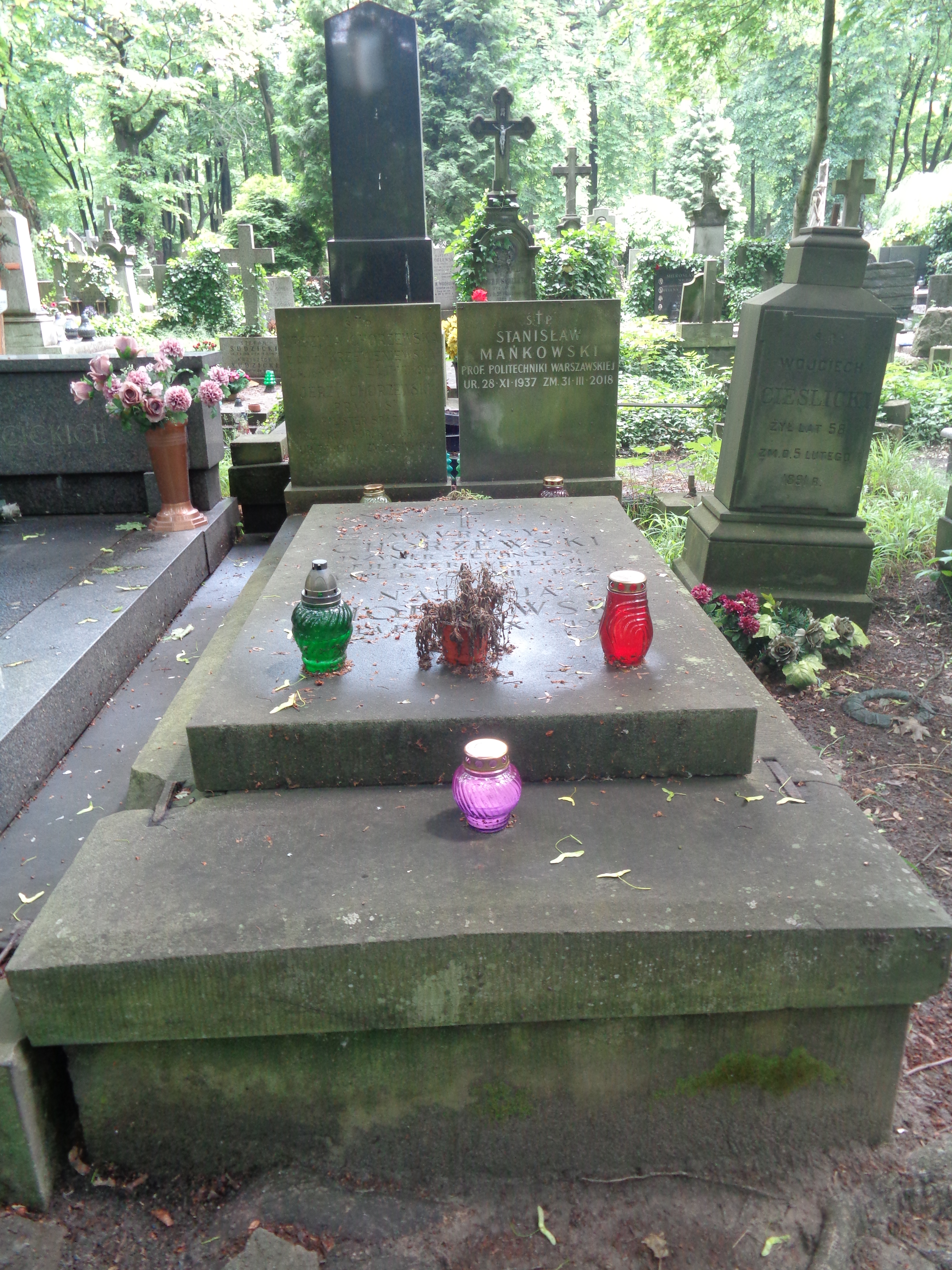
Grób Stanisława Mańkowskiego na cmentarzu Powązkowskim

Stanisław Mańkowski (ur. 28 listopada 1937 w Grabianowie, zm. 31 marca 2018 w Warszawie) – profesor nauk technicznych, specjalista w zakresie ciepłownictwa, ogrzewnictwa i wentylacji, rektor Państwowej Wyższej Szkoły Zawodowej w Ciechanowie (2001–2002) i Politechniki Warszawskiej (2002–2005).

## Życiorys
Ukończył Technikum Budowy Silników w Warszawie. W latach 1960–1965 pracował na stanowisku technik–laborant w Wytwórni Sprzętu Komunikacyjnego w Warszawie (Okęcie). Był również pilotem szybowców i samolotów odrzutowych typu MiG-15 oraz LIM, do czasu gdy został usunięty z wojska ze względów politycznych. W 1961 rozpoczął studia na Wydziale Inżynierii Wodnej i Sanitarnej Politechniki Warszawskiej. Po ukończeniu studiów w 1965 podjął pracę na macierzystej uczelni na stanowisku nauczyciela akademickiego. W 1971 został starszym asystentem, a następnie po uzyskaniu stopnia doktora nauk technicznych – adiunktem. W 1976 uzyskał stopień naukowy doktora habilitowanego. W tym samym roku otrzymał tytuł docenta, w 1989 został profesorem nadzwyczajnym, a w 2001 profesorem zwyczajnym. W latach 1993–1999 piastował funkcję dziekana Wydziału Inżynierii Środowiska Politechniki Warszawskiej.
Pod jego kierunkiem powstało ok. 80 prac dyplomowych i inżynierskich. Był również promotorem 16 zakończonych przewodów doktorskich, a także autorem ok. 20 recenzji doktorskich, 5 recenzji habilitacyjnych oraz 6 opinii o wnioskach profesorskich.

## Stanowiska
- od 1965 – nauczyciel akademicki Politechniki Warszawskiej
- 1978 – kierownik Zakładu Konstrukcji Urządzeń Kotłowych i Gospodarki Cieplnej (a następnie Ciepłownictwa)
- 1978–1990 – wicedyrektor Instytutu Ogrzewnictwa i Wentylacji na Wydziale Inżynierii Środowiska Politechniki Warszawskiej
- 1990–1993 – dyrektor Instytutu Ogrzewnictwa i Wentylacji na Wydziale Inżynierii Środowiska Politechniki Warszawskiej
- 1992–1998 – dziekan Wydziału Inżynierii Środowiska Politechniki Warszawskiej
- kierownik Komisji Senackiej ds. Kształcenia na Politechnice Warszawskiej
- dyrektor Uczelnianego Centrum Badawczego Energetyki i Ochrony Środowiska Politechniki Warszawskiej
- 2001–2002 – pierwszy rektor (z nominacji Ministra MENiS) Państwowej Wyższej Szkoły Zawodowej w Ciechanowie
- 2002–2005 – rektor Politechniki Warszawskiej
- 2005–2008 – Dyrektor Centrum Transferu Technologii Politechniki Warszawskiej
- konsultant Banku Światowego[1]

## Członkostwa
- członek Polskiego Związku Inżynierów i Techników Sanitarnych Naczelnej Organizacji Technicznej
- członek Komitetu Problemów Energetyki Polskiej Akademii Nauk[2]
- wielokrotny członek Komisji Rektorskich i Wydziałowych na Politechnice Warszawskiej
- członek Rady Naukowej Instytutu Techniki Budowlanej
- członek Instytutu Podstawowych Problemów Techniki PAN[1]

## Nagrody, wyróżnienia, odznaczenia
- Srebrny Krzyż Zasługi (1976)
- Złoty Krzyż Zasługi (1980)
- Nagrody Ministerstwa Nauki, Szkolnictwa Wyższego i Techniki (1975, 1978, 1982)
- Nagroda Ministra Budownictwa i Przemysłu Materiałów Budowlanych (1982)
- Złota Odznaka ZNP (1978)
- Złota Odznaka Zasłużony dla Politechniki Warszawskiej (1979)[1]

## Działalność pozanaukowa
Jest współautorem kilkudziesięciu wdrożeń konstrukcyjnych i technologicznych. Był także konsultantem Banku Światowego, kierownikiem zespołów autorskich w dwóch grantach Rządu Królestwa Danii (Efektywność energetyczna w budownictwie, Planowanie zaopatrzenia w energię) oraz kierownikiem grup ekspertów polskich w grantach PHARE, gdzie zajmował się planowaniem zaopatrzenia w energię Szczecina, Gdyni, Radomia. Od maja 2010 kierował jednym z zadań badawczych strategicznego projektu badawczego pt. Zintegrowany system zmniejszenia eksploatacyjnej energochłonności budynków, realizowanego przez Instytut Techniki Budowlanej i Politechnikę Poznańską.

## Ważne publikacje
- Pomiary w inżynierii sanitarnej (1974, wyd. Arkady, współautor, ISBN 83-213-2852-0)
- Projektowanie instalacji ciepłej wody użytkowej (1981, wyd. Arkady, ISBN 83-213-2984-5)
- Modele i metody prognozowania zagrożeń oraz procedury zarządzania kryzysowego. Zagrożenia dla sieci ciepłowniczej, s. 335-367, wyd. W.A.T., Warszawa 2009 r. (współautor)
- Główne problemy polskiego ciepłownictwa. Ref. Zamówiony. IX Forum Ciepłowników Polskich, Międzyzdroje, wrzesień 2005 r[1].

### Tłumaczenia z języka rosyjskiego
- Fizyka budowli Wiaczesław Bogosławski (1975)
- Procesy cieplne i wilgotnościowe w budynkach Wiaczesław Bogosławski (1985)